# Double Indemnity
Double Indemnity este un roman noir din 1943 scris de James M. Cain. Romanul a fost inspirat dintr-un caz real. După acest roman, Billy Wilder și Raymond Chandler au scris scenariul filmului din 1944, Asigurare de moarte. 
Romanul a fost publicat inițial în 1936 ca o nuvelă în 8 părți în revista Liberty.